# Peperomia trujilloi
Peperomia trujilloi är en pepparväxtart som beskrevs av J.A. Steyermark. Peperomia trujilloi ingår i släktet peperomior, och familjen pepparväxter. Inga underarter finns listade i Catalogue of Life.